# Y Felinheli
Y Felinheli est un village et une communauté du Gwynedd, au pays de Galles.

## Géographie
Y Felinheli est situé dans le nord-ouest du Gwynedd, sur la rive méridionale du Menai, à mi-chemin entre les villes de Bangor (à 7 km au nord-est) et Caernarfon (à 7 km au sud-ouest). La route A487 (en) contourne le village par l'est.

## Démographie
Au recensement de 2011, la communauté de Y Felinheli comptait 2 284 habitants.